# Uomini leopardo
Le società degli uomini leopardo, anche Anyoto/Aniota sono società segrete tradizionali della cultura di diverse regioni dell'Africa occidentale e Africa centrale. Gli adepti di queste società si identificano misticamente con lo spirito del leopardo, e indossano costumi, maschere e altri ornamenti per riprodurne l'aspetto. Simili società, dotate di altri animali-totem (per esempio coccodrilli, leoni, iene) esistono in gran parte dell'Africa nera.

## Ruolo del leopardo
Il leopardo è, grazie alle sue caratteristiche, uno degli animali più diffusi, nelle leggende africane; la sua furtività, l'agilità, il magnifico mantello maculato, la grande abilità nel cacciare, l'enorme forza e le micidiali armi (le lunghe zanne e gli artigli affilati) lo hanno fatto divenire, agli occhi delle popolazioni del Continente, il re degli animali (ruolo che, nella cultura occidentale, spetta al leone). Dall'altra parte, però esso è anche diventato il simbolo della ferocia e della sete di sangue, a causa della sua aggressività e pericolosità. Si ha così una situazione in cui da una parte esso è un animale sacro, adorato ed evocato in guerra e durante la caccia, e dall'altra è temuto e disprezzato (una situazione simile è successa anche con la tigre in Asia e il lupo in Europa e Nord America).

## Omicidio rituale
In epoca coloniale, e in particolare a cavallo fra il XIX e il XX secolo, le società degli uomini-leopardo del Congo Belga e di altri paesi dell'Africa centro-occidentale come Nigeria e Liberia si vennero sempre più connotando come organizzazioni violente, fondate sull'omicidio rituale. Gli adepti degli uomini-leopardo Anyoto, per esempio, dovevano uccidere un proprio parente stretto come rito di iniziazione. Gli Anyoto e i membri di gruppi analoghi si immedesimavano misticamente con il leopardo indossandone la pelliccia, imitandone i suoni e le tecniche di caccia, e usando come armi artigli di leopardo riprodotti in legno o in ferro. Inoltre, gli adepti di queste sette erano incoraggiati all'antropofagia.
Poiché le loro vittime sembravano effettivamente smembrate da una belva feroce, le società degli uomini-leopardo agirono indisturbate per diversi anni prima che le autorità iniziassero a sospettare della loro presenza e della loro attività. Nel Congo Belga, le indagini iniziarono solo nel 1919, mentre è probabile che gli omicidi fossero iniziati negli ultimi anni del secolo precedente.
Una serie completa degli strumenti utilizzati dalla Società segreta degli uomini-leopardo è stata donata dalla famiglia del magistrato coloniale Temistocle Ferrante al Museo di Storia Naturale dell'Università di Parma. Ferrante esercitò la professione di Giudice nello "Stato indipendente del Congo" fino al 1922, anno in cui venne collocato a riposo. Durante la sua attività affrontò casi giudiziari di omicidi rituali commessi dagli adepti della società segreta, provvedendo alla raccolta di numerosi reperti legati all'antropologia criminale, quali artigli in ferro, pioli con cui si simulavano le impronte del leopardo e vestiti maculati indossati durante le esecuzioni.

## Connotazioni politiche
Almeno in parte, l'attività criminale delle società degli uomini-leopardo aveva un intento politico, probabilmente di destabilizzazione del potere coloniale e di restaurazione delle gerarchie tribali tradizionali. Colpendo in modo indiscriminato e cruento, gli uomini-leopardo ottenevano indirettamente la complicità della popolazione, che in genere rifiutava di collaborare con le indagini per paura di ritorsioni. Durante il processo di transizione verso l'indipendenza del Congo Belga, gli Anyoto rivelarono in modo più esplicito la loro natura in parte politica assassinando alcuni dei leader che si accingevano a prendere le redini del paese al posto degli europei. Dimostrazione della natura politica di questi movimenti è anche il fatto che essi siano rapidamente scomparsi, almeno come associazioni criminose, dopo la fine del colonialismo.

## Riferimenti nella cultura
La società degli uomini-leopardo appare in numerose opere basate sullo stereotipo dell'Africa equatoriale misteriosa e violenta. Alcuni esempi sono la storia a fumetti Tintin in Congo e il romanzo Tarzan e gli uomini-leopardo di Edgar Rice Burroughs. Anche nei fumetti di Corto Maltese apparve in alcuni casi una setta detta degli "Uomini-coguaro", probabilmente ispirata agli uomini-leopardo del Congo.
Se ne parla nel fumetto Mister No nel numero 170 "Gli uomini leopardo".